# Dale Russell
Dale Alan Russell (ur. 27 grudnia 1937, zm. 21 grudnia 2019) – kanadyjski geolog i paleontolog specjalizujący się w badaniu dinozaurów.

## Życiorys
Doktorat uzyskał z geologii w 1964 w Columbia University. Pracował na wydziale Marine, Earth & Atmospheric Sciences w North Carolina State University oraz na stanowisku starszego kustosza paleontologii w North Carolina Museum of Natural Sciences. W swoich badaniach zajmował się m.in. biogeografią południowych dinozaurów i paleoekologią. Wiele spośród jego prac dotyczyło również ornitomimidów, tyranozaurów oraz rozwoju inteligencji. Brał udział w Kanadyjsko-Chińskim Programie Badań Dinozaurów, podczas którego współpracował z takimi naukowcami jak m.in. Philip J. Currie i Dong Zhiming. Był również jednym z pierwszych naukowców, którzy sugerowali, że wyginięcie nieptasich dinozaurów zostało spowodowane zjawiskiem pozaziemskim. Russell był autorem eksperymentu myślowego dotyczącego tzw. dinozauroida – hipotetycznej inteligentnej istoty, która mogła wyewoluować z troodona, dinozaura cechującego się stosunkowo dużym mózgiem.
Dale Russell opisał także wiele dinozaurów, takich jak m.in.: Archaeornithomimus, Berberosaurus, Daspletosaurus, Lurdusaurus, Sigilmassasaurus i Sinornithoides.